# آناستازیا شوپو
آناستازیا شوپو (انگلیسی: Anastasia Shuppo؛ زادهٔ ۱۵ نوامبر ۱۹۹۷) بازیکن فوتبال اهل بلاروس است.
وی همچنین در تیم ملی فوتبال Belarus بازی کرده‌است.